# Troglohyphantes kordunlikanus
Troglohyphantes kordunlikanus là một loài nhện trong họ Linyphiidae.
Loài này thuộc chi Troglohyphantes. Troglohyphantes kordunlikanus được Christa L. Deeleman-Reinhold miêu tả năm 1978.